# Hector Duhon
Hector Duhon (* 27. Juni 1915 in Lafayette/Louisiana; † 3. März 2000 in Duson) war ein US-amerikanischer Fiddlespieler und früher Vertreter der Cajun-Musik.
Duhon, dessen Vater und Großvater ebenfalls Fiddle spielten, baute sich zunächst aus einer Zigarrenschachtel ein Instrument. Seit 1928 trat er mit dem Akkordeonisten und Sänger Octa Clark auf. In den 1930er Jahren spielte er Aufnahmen als Mitglied der Dixie Ramblers ein. Nach dem Tod seines Vaters 1936 übernahm er zunächst dessen Hof, trat aber weiterhin mit den Dixie Ramblers auf, mit denen er auch auf nationaler Ebene Konzerte gab. Nach deren Auflösung kehrte er zur Zusammenarbeit mit Clark zurück. Erst 1982 nahmen sie beim Label Arhoolie ihr Debütalbum Old-Time Cajun Music mit dem Gitarristen Michael Doucet auf. In den Louisiana Folklife Recording Series erschienen auf der LP The Dixie Ramblers Ensemble Encore Aufnahmen mit Duhon.